# Wild Cattle Island National Park
Wild Cattle Island National Park är en park i Australien. Den ligger i delstaten Queensland, omkring 420 kilometer nordväst om delstatshuvudstaden Brisbane. Wild Cattle Island National Park ligger 14 meter över havet.
Runt Wild Cattle Island National Park är det glesbefolkat, med 16 invånare per kvadratkilometer.. Närmaste större samhälle är Toolooa, omkring 14 kilometer nordväst om Wild Cattle Island National Park.
Trakten runt Wild Cattle Island National Park består huvudsakligen av våtmarker. Genomsnittlig årsnederbörd är 1 264 millimeter. Den regnigaste månaden är januari, med i genomsnitt 295 mm nederbörd, och den torraste är september, med 30 mm nederbörd.